# Ngày Chuyển đổi số quốc gia
Ngày Chuyển đổi số quốc gia là một ngày ý nghĩa với công cuộc chuyển đổi số tại Việt Nam do Thủ tướng Chính phủ Phạm Minh Chính quyết định tại Quyết định số 505/QĐ-TTg ngày 22/4/2022 và chọn ngày 10 tháng 10 hằng năm là ngày này.

## Lịch sử
Năm 2020 được xác định là năm khởi động chuyển đổi số quốc gia, là năm tuyên ngôn về chuyển đổi số; năm 2021 là năm tổng diễn tập chuyển đổi số; năm 2022 và những năm tiếp theo sẽ là giai đoạn thúc đẩy mạnh mẽ chuyển đổi số ở mọi ngành, mọi cấp, trên phạm vi toàn quốc, toàn dân và toàn diện.
Bộ Thông tin và Truyền thông (TTTT), ngày 22/4/2022, Thủ tướng Chính phủ đã ban hành quyết định 505 về Ngày chuyển đổi số quốc gia. Theo đó, ngày 10/10 hằng năm được lấy là Ngày chuyển đổi số quốc gia.
Để đẩy mạnh chuyển đổi số quốc gia trong giai đoạn mới theo chủ trương của Đảng, Chính phủ, Thủ tướng Chính phủ quyết định lấy ngày 10 tháng 10 hằng năm là Ngày Chuyển đổi số quốc gia với ý nghĩa số 1 và 0 là hai số của hệ thống số nhị phân - là ngôn ngữ của công nghệ thông tin và công nghệ số; gắn với chuyển đổi số là quá trình thay đổi tổng thể và toàn diện của cá nhân, tổ chức về cách sống, cách làm việc và phương thức sản xuất dựa trên các công nghệ số.

## Mục tiêu
Ngày Chuyển đổi số quốc gia được tổ chức hằng năm nhằm:
- Đẩy nhanh tiến độ triển khai các nhiệm vụ về chuyển đổi số quốc gia, thực hiện có hiệu quả Chương trình Chuyển đổi số quốc gia đến năm 2025, định hướng đến năm 2030.[6]
- Nâng cao nhận thức của người dân toàn xã hội về vai trò, ý nghĩa và lợi ích của chuyển đổi số.[6]
- Thúc đẩy sự tham gia vào cuộc của cả hệ thống chính trị, hành động đồng bộ ở các cấp và sự tham gia của toàn dân bảo đảm sự thành công của chuyển đổi số.[6]